# 튀니스만

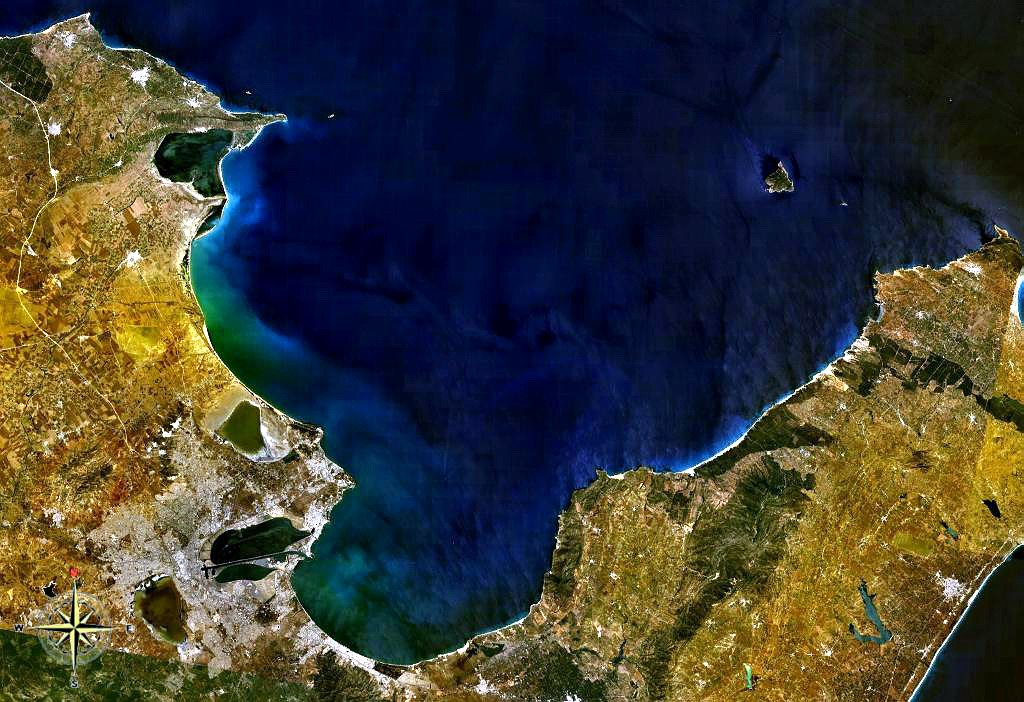
튀니스만의 위성 사진

튀니스만의 지도

튀니스만(튀니지 아랍어: خليج تونس)는 튀니지 북동부에 있는 지중해 만이다. 길이는 68km로 서쪽으로 파리나곶 동쪽으로 본곶에 이른다. 튀니지 수도 튀니스는 튀니스만 남서쪽에 있고 3천 년이 넘는 정착지들이 있다.
튀니스가 있는 튀니지만 가운데 부분은 지리적 위치 때문에 상업항에 적절하다. 또한 카르타고는 튀니스만에 있는 도시였다.